# Торибио де Бенавенте
Тори́био де Бенаве́нте (исп. Toribio de Benavente), также известен как Мотолини́я (Motolinía) (конец XV в., Бенавенте, Испания — 10 августа 1568, Мехико) — монах-францисканец, миссионер, был в числе первых 12 священников, прибывших в 1523 году в Новую Испанию. Прожил среди индейцев 45 лет, обратив многих в христианство, благодаря чему известен как один из наиболее важных евангелизаторов Мексики.

## Биография
Вошёл в орден францисканцев мальчиком, сменив фамилию с Паредес на название родного города, как было принято в ордене. В 1523 году был выбран в «двенадцать апостолов Мексики» и направился в Новый свет, по прибытии туда его приветствовал Эрнан Кортес.
Когда Бенавенте проезжал через Тласкалу, индейцы, глядя на его истрёпанную францисканскую одежду, говорили «Motolinia», что на языке науатль означает «он беден». Это было первым выученным им словом, и он взял его в качестве имени. Мотолиния сопровождал Кортеса в путешествии в Гондурас, а вернувшись в Мексику стал главой монастыря святого Франциска в Мехико, где прожил с 1524 по 1527 год.
Период с 1527 по 1529 год Мотолиния провёл в Гватемале и Никарагуа, создавая новые миссии. Возвратившись в Мексику, он жил в монастыре около Тласкалы, где помогал индейцам в борьбе против Нуньо де Гусмана. Мотолиния предложил вождям индейцев пожаловаться на Гусмана епископу Хуану де Сумаррага, однако тот обвинил его в попытке организации восстания. В 1530 году Мотолиния участвовал в основании города Пуэбла, затем предпринял миссионерские поездки с коллегами на юг, в районы Юкатана, Гватемалы и перешейка Теуантепек.
Хоть Мотолиния и защищал индейцев от Гусмана, он не разделял точки зрения доминиканца Бартоломе де Лас Касаса, который видел в завоевании индейцев преступление против христианской морали. Мотолиния верил, что Бог защитит индейское население, когда оно обратится в истинную веру, поэтому считал миссионерство более важным занятием, нежели битвы с системой Энкомьенда. В 1555 году Мотолиния написал известное письмо Карлу V, в котором назвал Бартоломе де Лас Касаса жадным и бесчестным человеком.
Итогом деятельности Торибио де Бенавенте стали множество основанных монастырей в Мексике и предположительно более 400 тысяч новых адептов христианства. В 1568 году он скончался в монастыре святого Франциска в Мехико.

## Работы
Мотолиния известен своими двумя работами по истории ацтеков:
- Historia de los Indios de la Nueva España — опубликована в 1858 году.
- Memoriales — опубликована в 1903 году.